# Roberto Granero Granero
Roberto Granero Granero (Chella, provincia de Valencia, España, es un exfutbolista y entrenador de fútbol español. En la actualidad es entrenador en la Ud Navarres (Valencia) en categoría Segunda regional amateur.

## Trayectoria
El de Chella es hermano del también entrenador José Carlos Granero, Roberto ha entrenado casi exclusivamente en la Tercera División valenciana, dirigiendo entre otros al FC Jove Español de San Vicente en la temporada 2007/2008 obteniendo el mejor resultado del club al finalizar en décima posición. La temporada anterior dirigió al Burjassot CF, siendo en la 2005/2006 el inquilino del banquillo de La Magdalena, campo del Novelda CF. En la 2004/2005 estuvo en el CD Eldense, mientras que su mayor periplo en un mismo club fue el comprendido entre 2002 y 2004 en el CD Alcoyano donde fue destituido tras la jornada 25. Anteriormente había dirigido al Valencia CF “C” y distintos equipos en el fútbol base del mismo club.
En la temporada 2009 comenzó entrenando al Alicante CF “B” en Tercera División, pasando a dirigir en las últimas nueve jornadas de liga al Villajoyosa CF en un intento de la directiva jonense de eludir las posiciones de descenso. No consiguió el objetivo obteniendo únicamente una victoria en la última jornada  cuando el equipo ya estaba descendido y cuatro empates.

## Clubes

### Como jugador
| Club        | País   | Año       |
| ----------- | ------ | --------- |
| Benidorm CD | España | 1992-1993 |
| CD Alcoyano | España | ??        |
| Novelda CF  | España | 1997-2000 |

### Como entrenador
| Club                           | País   | Año       |
| ------------------------------ | ------ | --------- |
| CD Alcoyano                    | España | 2002-2004 |
| CD Eldense                     | España | 2004-2005 |
| Novelda CF                     | España | 2005-2006 |
| Burjassot CF                   | España | 2006-2007 |
| FC Jove Español de San Vicente | España | 2007-2008 |
| Alicante CF B                  | España | 2008-2009 |
| Villajoyosa CF                 | España | 2009-2010 |
| Benidorm CD                    | España | 2009-2011 |
| Ontinyent CF                   | España | 2011-     |